# Hamed Junior Traorè
Hamed Junior Traorè (* 16. února 2000 Abidžan) je profesionální fotbalista z Pobřeží slonoviny, který hraje na pozici ofensivního záložníka za italský klub SSC Neapol, kde je na hostování z Bournemouthu, a za národní tým Pobřeží slonoviny.

## Klubová kariéra
Traorè se narodil v Abidžanu na Pobřeží slonoviny a v mládí se s rodinou přestěhoval do Itálie. V roce 2015 nastoupil do akademie Empoli FC.
Traorè debutoval za Empoli v Serii B 8. října 2017 v zápase proti Foggii. V sezóně 2017/18 odehrál 10 utkání a postoupil s klubem do nejvyšší italské soutěže.
Dne 26. srpna 2018 debutoval v Serii A při porážce s Janovem. V sezóně 2018/19 odehrál Traorè 33 soutěžních utkání, v nichž vstřelil 2 branky a na další 2 přihrál.

### Sassuolo
Dne 12. července 2019 odešel Traorè na dvouleté hostování s opcí do Sassuola. Traorè se ihned stal stabilním členem základní sestavy a po dvou sezónách se Sassuolo rozhodlo opci na trvalý přestup aktivovat. V klubu odehrál dohromady tři a půl sezóny před svým odchodem do Anglie. Nastoupil do 111 utkání, vstřelil 18 branek a zaznamenal také 11 asistencí.

### Bournemouth
Dne 31. ledna 2023 odešel Traorè na hostování s opcí do anglického Bournemouthu. Traorè v klubu debutoval 4. února při prohře 0:1 s Brightonem. Anglický celek se v nejvyšší anglické soutěži dokázal zachránit a na konci sezóny oznámil trvalý příchod Traorého, se kterým podepsal pětiletou smlouvu.

## Reprezentační kariéra
V národním týmu Pobřeží slonoviny debutoval 6. září 2021 v kvalifikačním utkání na mistrovství světa proti Kamerunu, v němž Pobřeží slonoviny zvítězilo 2:1.